# 蓬山郡 (天宝)
蓬山郡，中国唐朝时设置的郡。
天宝元年（742年）改柘州置，治所在柘县（今四川省黑水县南芦花镇下打古村）。下辖柘县、乔珠县（今四川省黑水县芦花镇三打古牧场）。辖境相当今四川省黑水、马尔康两县交界处。乾元元年（758年）复改柘州。
蓬山郡太守
- 董怀恩（天宝年间）